# 7139 Tsubokawa
7139 Tsubokawa (1994 CV2) là một tiểu hành tinh vành đai chính được phát hiện ngày 14 tháng 2 năm 1994 bởi T. Niijima ở Ojima.